# Panama Papers
Panama Papers (em português:  Documentos do Panamá) são um conjunto de 11,5 milhões de documentos confidenciais de autoria da sociedade de advogados panamenha Mossack Fonseca que fornecem informações detalhadas de mais de 214 000 empresas de paraísos fiscais offshore, incluindo as identidades dos acionistas e administradores. Nos documentos são mencionados  chefes de estado em exercício de cinco países, nomeadamente Argentina, Islândia, Arábia Saudita, Ucrânia e Emirados Árabes Unidos, para além de outros responsáveis governativos, familiares e colaboradores próximos de vários chefes de governo de mais de outros quarenta países, incluindo África do Sul, Angola, Brasil, China, Coreia do Norte, França, Índia, Malásia, México, Paquistão, Reino Unido, Rússia e Síria, bem como de 29 multimilionários entre a lista das 500 pessoas mais ricas do mundo segundo a revista Forbes.
O recurso a empresas offshore não é por si só ilegal nas jurisdições em que estão registradas. No entanto, durante a investigação os jornalistas verificaram que algumas das companhias de fachada mencionadas nos documentos podem ter sido usadas para fins ilegais, incluindo fraude, tráfico de droga e evasão fiscal.
O conjunto de documentos, que totaliza 2,6 terabytes de dados e abrange um intervalo de tempo entre a década de 1970 e o início de 2016, foi enviado por uma fonte anónima para o jornal alemão Süddeutsche Zeitung em 2015 e, posteriormente, para o Consórcio Internacional de Jornalistas de Investigação, com sede em Washington. Os documentos foram distribuídos e analisados por cerca de quatrocentos jornalistas em 107 órgãos de comunicação social em mais de oitenta países. As primeiras notícias sobre o caso, assim como 149 dos próprios documentos, foram publicadas em 3 de abril de 2016. Entre outras revelações planeadas, a lista completa das empresas será divulgada no início de maio do mesmo ano.

## Contexto
|                                 |  |  |
| Jürgen Mossack & Ramón Fonseca. |  |  |

A Mossack Fonseca é uma sociedade de advogados panamenha fundada em 1977 por Jürgen Mossack, filho de um agente da CIA nascido na Alemanha, e por Ramón Fonseca, um romancista e advogado panamenho. A empresa tem mais de quinhentos funcionários em mais de quarenta escritórios em todo o mundo, incluindo três na Suíça e oito na China. A sociedade administra empresas offshore e oferece serviços de gestão de capital, atuando em nome de mais de 300 000 empresas. A sociedade trabalha com as maiores instituições financeiras do mundo, como o Deutsche Bank, HSBC, Société Générale, Credit Suisse, UBS e o Commerzbank. Antes da fuga de informação dos documentos do Panamá, o Economist descrevia a empresa como líder no discreto sector das finanças offshore.

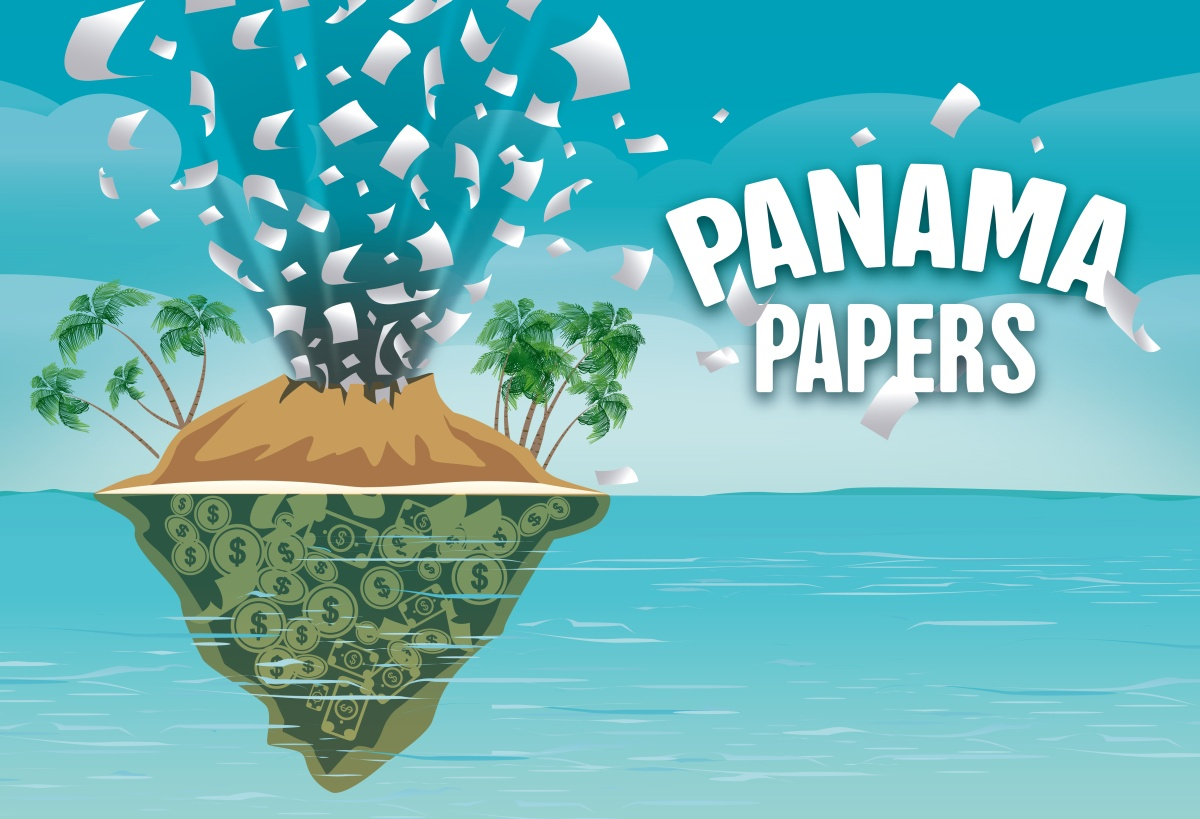
Ilustração que caricatura o famoso caso dos Panama Papers

A ABC australiana descreve o funcionamento da sociedade: "através de complexas estruturas de companhias de fachada e contas fiduciárias, os serviços da Mossack Fonseca permitem aos seus clientes atuar por trás de uma parede de sigilo, muitas vezes impenetrável. O êxito da Mossack Fonseca reside numa rede global de contabilistas e bancos de prestígio que contratam a sociedade para gerir as finanças dos clientes abastados. Os bancos são o principal motor por trás da criação de empresas opacas em paraísos fiscais. Grande parte do trabalho da sociedade é perfeitamente legal e benigno. Mas, pela primeira vez, esta fuga de informação permite-nos perceber o seu funcionamento interno, trazendo alguma luz a um negócio que permite aos operadores grande margem de manobra".
Mais de um ano antes da fuga ter sido anunciada, o jornal alemão Süddeutsche Zeitung recebeu documentos de uma fonte anónima relativos às atividades da sociedade Mossack Fonseca. Os dados tiveram que ser indexados de forma sistemática. Isto foi feito através do software Nuix, usado também por investigadores internacionais. Os documentos foram introduzidos em computadores de elevado desempenho para reconhecimento ótico, de modo a digitalizar o texto. Foi então compilada uma lista de pessoas relevantes que foi cruzada com a informação dos documentos. O passo seguinte na análise será a ligação entre pessoas, papéis, o fluxo do dinheiro e a legalidade dos processos.

## Conteúdo
Os dados divulgados consistem em 11,5 milhões de documentos criados entre a década de 1970 e o início de 2016 pela sociedade de advogados panamenha Mossack Fonseca, que o jornal The Guardian descreve como sendo a quarta maior sociedade de advogados offshore do mundo. Os dados, no total de 2,6 terabytes, contemplam informação sobre 214 488 entidades offshore relacionadas com governantes e funcionários do governo. Os documentos foram revistos por jornalistas de mais de 80 países.
Os dados consistem essencialmente em e-mails, ficheiros PDF, fotografias e excertos de uma base de dados interna da Mossak Fonseca. São relativos a um intervalo de tempo entre a década de 1970 e a primavera de 2016. Os Panama Papers fornecem dados de mais de 214 000 empresas. Existe uma pasta para cada empresa de fachada que contém e-mails, contratos, transcrições e documentos digitalizados, num total de 4 804 618 e-mails, 3 047 306 ficheiros em formato de base de dados, 2 154 264 PDFs, 1 117 026 imagens, 320 166 ficheiros de texto e 2142 ficheiros de outros formatos.

### Pessoas
Os primeiros relatórios descreviam relações financeiras e de poder de inúmeras figuras políticas de relevo e/ou dos seus familiares próximos. Nos documentos são citados 29 multimilionários entre a lista das 500 pessoas mais ricas do mundo segundo a revista Forbes.
Foram mencionados vários líderes governamentais ainda no poder, incluindo os presidentes Mauricio Macri da Argentina, Khalifa bin Zayed Al Nahyan dos Emirados Árabes Unidos, Petro Poroshenko da Ucrânia, assim como o Rei Salman da Arábia Saudita e o Primeiro-ministro islandês Sigmundur Davíð Gunnlaugsson. Entre antigos líderes governamentais estão o primeiro-ministro da Geórgia (Bidzina Ivanishvili), do Iraque (Ayad Allawi), da Jordânia (Ali Abu al-Ragheb), do Catar (Hamad bin Jassim bin Jaber Al Thani) e da Ucrânia (Pavlo Lazarenko), assim como o presidente do Sudão Ahmed al-Mirghani e o Emir do Catar Hamad bin Khalifa Al Thani.
Também são nomeados funcionários do governo e familiares de vários líderes mundiais de diversos países, entre os quais da Argélia, Angola, Argentina, Azerbaijão, Botsuana, Brasil, Camboja, Chile, China, República Democrática do Congo, República do Congo, Equador, Egito, França, Gana, Grécia, Guiné, Honduras, Hungria, Islândia, Índia, Itália, Costa do Marfim, Cazaquistão, Quénia, Malásia, México, Marrocos, Malta, Nigéria, Paquistão, Palestina, Panamá, Peru, Polónia, Rússia, Ruanda, Senegal, África do Sul, Arábia Saudita, Coreia do Norte, Espanha, Síria, Reino Unido, Venezuela e Zâmbia.
Os documentos divulgados identificam 61 familiares e adjuntos de primeiros-ministros, presidentes e monarcas, entre os quais o cunhado do líder político da República Popular da China Xi Jinping, o pai do primeiro-ministro britânico David Cameron, o filho do primeiro-ministro malaio Najib Razak, os filhos do primeiro-ministro paquistanês Nawaz Sharif, a família do presidente azeri Ilham Aliyev, o sobrinho do presidente sul-africano Jacob Zuma, o neto do presidente cazaque Nursultan Nazarbayev, o secretário pessoal do rei marroquino Mohammed VI, e um associado direto do presidente mexicano Enrique Peña Nieto.
O banqueiro norte-coreano Kim Chol Sam e o banqueiro britânico Nigel Cowie criaram uma empresa de fachada denominada DCB Finance para contornar sanções, permitir a venda de armas e expandir o programa norte-coreano de armamento nuclear.
São igualmente nomeadas várias figuras de relevo ligadas à Federação Internacional de Futebol, incluindo o antigo presidente da CONMEBOL Eugenio Figueredo, o antigo presidente da UEFA Michel Platini, o antigo secretário-geral da FIFA Jérôme Valcke, e o jogador argentino Lionel Messi. Quando se candidatou ao cargo, o presidente ucraniano Petro Poroshenko prometeu aos eleitores que venderia a sua empresa de doces Roshen. No entanto, os documentos divulgados indicam que em vez disso criou uma holding e deslocou a empresa para o paraíso fiscal das Ilhas Virgens Britânicas, furtando-se possivelmente ao pagamento de milhões de dólares em impostos ucranianos.
Os documentos indicam que o Primeiro-ministro islandês Sigmundur Davíð Gunnlaugsson não declarou um potencial conflito de interesse na falência dos bancos do país, mantido através de uma empresa offshore.  Os mesmos documentos revelam que em 2007 ele e a mulher adquiriram a empresa offshore Wintris Inc. O CIJI afirmou que o casal comprou a empresa à Mossack Fonseca através da filial do Landsbanki no Luxemburgo, um dos três maiores bancos islandeses.

### Empresas
Ao longo dos anos, a Mossack Fonseca geriu um número significativo de empresas, número que em 2009 chegou a 80 000. Nos documentos da sociedade são mencionadas mais de 210 000 empresas em 21 paraísos fiscais, mais de metade com sede nas Ilhas Virgens Britânicas e muitas outras nas Bahamas, Seicheles, Niue e Samoa. Ao longo dos anos, a Mossack Fonseca trabalhou com clientes em mais de cem países, a maior parte dos quais empresas de Hong Kong, Suíça, Reino Unido, Luxemburgo, Panamá e Chipre. A sociedade trabalhou com mais de 14 000 bancos, sociedades de advogados e incorporadoras, para as quais criava empresas, fundações e fundos.
Os dados divulgados indicam que foram movimentados em segredo mais de um bilião de dólares norte-americanos (um trilhão na escala curta) entre bancos e empresas offshore. Mais de quinhentos bancos registaram cerca de 15 600 empresas de fachada com a Mossack Fonseca. Entre eles, só o HSBC e os seus afiliados criaram mais de 2 300 no total. Em conjunto, o Dexia (Luxemburgo), J. Safra Sarasin (Luxemburgo), Credit Suisse (Ilhas do Canal) e a UBS (Suíça) requisitaram mais de 500 empresas offshore para os seus clientes.

#### Nordea
Entre 2004 e 2014, a filial da Nordea no Luxemburgo criou para os seus clientes mais de 400 empresas offshore no Panamá e nas Ilhas Virgens Britânicas. A autoridade de finanças sueca afirmou que há "graves deficiências" na forma como a Nordea supervisiona a lavagem de dinheiro e já tinha dado ao banco dois avisos. Em 2015 a Nordea pagou uma multa de mais de 5 milhões de euros, o valor máximo. Em 2012, a Nordea pediu à Mossack Fonseca para alterar documentos de forma retroativa para que três clientes dinamarqueses pudessem alegar que os documentos estavam em vigor desde 2010. O diretor de private banking da Nordea, Thorben Sanders, admite que antes de 2009 o banco não verificava quais clientes tentavam evadir-se ao pagamento de impostos. A ministra das finanças sueca, Magdalena Andersson, descreveu o comportamento da Nordea como "um crime" e "totalmente inaceitável". São também mencionados outros bancos suecos nos documentos, mas a Nordea é mencionada 10 902 vezes, enquanto o segundo banco mais mencionado tem apenas 764 ocorrências. O primeiro-ministro sueco, Löfven, mostrou-se bastante crítico da conduta do banco Nordea.

## Reações
Gerard Ryle, diretor do Consórcio Internacional de Jornalistas de Investigação, anteviu que a fuga será "o maior golpe alguma vez dado ao mundo offshore" devido à amplitude dos documentos envolvidos. A fuga de informação foi descrita por Edward Snowden como a "maior fuga na história do jornalismo de dados".

### Mossack Fonseca
Em resposta às questões do The Miami Herald, a Mossack Fonseca identificou vários mecanismos fiscais em todo o mundo que limitam a possibilidade de pessoas e entidades usarem empresas offshore para evasão fiscal em total anonimato. Em particular, citou os protocolos da Financial Action Task Force on Money Laundering que exigem a identificação do beneficiário final de todas as empresas, incluindo empresas offshore, de modo a abrir uma conta e realizar negócios.

### Bancos envolvidos
Um porta-voz do HSBC comentou que "as alegações são históricas, em alguns casos datam de há vinte anos, sendo anteriores às reformas significativas e bem publicitadas que implementamos nos últimos anos."

## Alegações, reações e investigações

### Arábia Saudita
O rei Salman da Arábia Saudita é mencionado nos documentos em relação a duas empresas com sede nas Ilhas Virgens Britânicas que receberam empréstimos hipotecários para aquisição de imóveis no centro de Londres no valor de mais de 34 milhões de dólares. O papel do monarca ainda não foi determinado. O príncipe-herdeiro Muhammad bin Nayef é também mencionado nos documentos.

### Argentina
O presidente argentino Mauricio Macri é indicado como dono de uma trading com sede na Bahamas, a qual não declarou quando tomou posse como presidente do município de Buenos Aires. No entanto, não é claro se perante a lei em vigor à data exigia que as participações não representativas fossem reveladas. Em 7 de abril de 2016, o procurador federal Federico Delgado iniciou uma investigação formal ao envolvimento de Macri com a Fleg Trading Ltd., a empresa registada no Panamá de que Macri era o diretor. A petição inicial foi feita pelo representante da província de Neuquén, Darío Martínez, que alegou que Macri podia ser acusado de perjúrio em função da omissão durante a tomada de posse. Martínez mencionou também outra empresa offshore, Kagemusha SA, fundada em 1981 e à qual o presidente Macri também teria ligações.
A família do futebolista argentino Lionel Messi anunciou que apresentaria queixas depois de terem sido noticiados factos que o acusavam de ter montado um esquema de evasão fiscal no Panamá. A família negou que Messi estivesse envolvido e chamou às acusações difamatórias. Afirmaram que a empresa mencionada nos documentos estava inativa e que Messi tinha declarado todos os rendimentos de direitos de imagem antes e depois dos procedimentos legais com as finanças argentinas.

### Austrália
Posteriormente ao anúncio, as finanças australianas declararam que iriam investigar cerca de 800 contribuintes australianos que eram clientes da Mossack Fonseca e que alguns dos casos passariam pela Serious Financial Crime Task Force.

### Azerbaijão

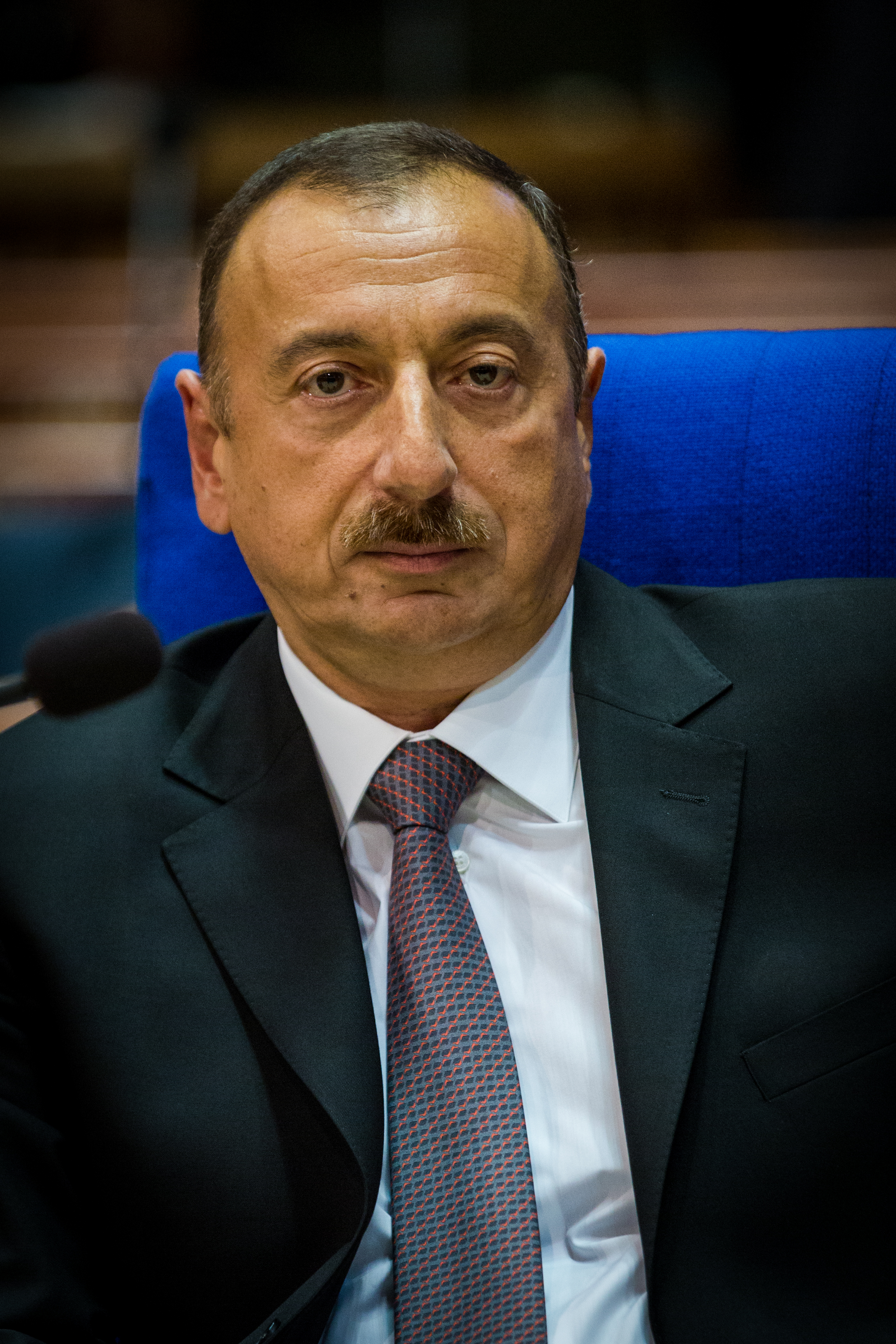
Ilham Aliyev, Presidente do Azerbaijão.

O Presidente do Azerbaijão, Ilham Aliyev, não respondeu aos sucessivos pedidos de esclarecimentos. De acordo com o sítio do CIJI, "a família do presidente azeri Ilham Aliyev ostenta um estilo de vida cheio de charme e glamour graças em parte aos interesses financeiros em praticamente todos os sectores da economia... [A filha de Aliyev], Arzu, tem participações financeiras numa empresa que obteve os direitos de exploração de uma mina de ouro em Chovdar e na Azerfon, a maior empresa de comunicações móveis do país. Arzu é também um dos principais acionistas na SW Holding, uma empresa que controla praticamente todas as operações relacionadas com a Azerbaijan Airlines ("Azal"), desde refeições até táxis do aeroporto. Ambas as irmãs e o irmão Heydar têm ativos imobiliários no Dubai no valor de 75 milhões de dólares em 2010. Heydar é o dono de nove mansões de luxo no Dubai compradas por 44 milhões de dólares".

### Brasil
Na lista de clientes da Mossack Fonseca estão alguns políticos brasileiros pertencentes a vários partidos, entre eles o PMDB, o PSDB, PDT, PP, PSB, PTB e PSD. Jornalistas holandeses do jornal diário, Trouw, demonstraram que a TV Globo foi mencionada "várias vezes" em uma investigação de lavagem de dinheiro do banco De Nederlandsche, que divulgou que a Globo, durante anos, fez muitas "transações financeiras irregulares" usando paraísos fiscais, supostamente com a finalidade de pagar os direitos de transmissão da Copa Libertadores. A equipe jornalística do Estadão , em conjunto com o UOL, revelou que o chefe de auditoria da Agência Nacional do Petróleo, Antônio Carlos Neves de Mattos, é dono de uma offshore registrada pela Mossack Fonseca.
Nos Panama Papers também está citado o nome do ex-ministro do Supremo Tribunal Federal, Joaquim Barbosa. Os documentos também revelaram que pelo menos 57 pessoas investigadas à Operação Lava Jato abriram mais de 100 empresas offshore.

### Egito
Alaa Mubarak, filho do antigo presidente Hosni Mubarak, é mencionado como proprietário de vários imóveis em Londres através de holdings.

### Emirados Árabes Unidos
O CIJI, o The Guardian e o The Independent noticiaram que o Presidente dos Emirados Árabes Unidos, possui imóveis em Londres no valor de mais de 1,2 mil milhões de libras (1,2 bilhões na escala curta). Estes imóveis de luxo são geridos através de uma estrutura de cerca de trinta empresas de fachada geridas e criadas pela Mossack Fonseca nas Ilhas Virgens Britânicas. Em dezembro de 2015, a Mossack Fonseca detinha praticamente todas as ações nestas empresas através de estruturas de fundos em seu nome, dos quais o presidente, a mulher, filho e filha eram os beneficiários.

### Estados Unidos
A The McClatchy Company, a única organização jornalística norte-americana que participou na investigação, encontrou quatro norte-americanos mencionados nos documentos, todos eles anteriormente acusados ou condenados por crimes financeiros como fraude e evasão fiscal. Tem sido sugerido que a ausência de cidadãos norte-americanos nos documentos se possa dever ao facto de nos próprios Estados Unidos ser possível criar empresas de fachada, de os principais bancos norte-americanos preferirem contas offshore nas Ilhas Caimão e da existência de leis que limitam a evasão fiscal. No entanto, em resposta à ausência de norte-americanos, o editor do Süddeutsche Zeitung afirmou em 7 de abril: "Espere pelo que ainda está para vir".
De acordo com Eoin Higgins e o The New Yorker, na realidade o Panama Free Trade Agreement obrigou o Panamá a comunicar às autoridades norte-americanas informações sobre empresas, sociedades, fundos, fundações e outro tipo de entidades offshore, o que explica porque é que existem tão poucos norte-americanos nos documentos. Higgins afirmou ainda que "se o Panamá alguma vez foi um destino atrativo para o depósito offshore de fundos, este acordo fechou de vez a porta a essa possibilidade".
O Presidente norte-americano Barack Obama abordou a questão dos documentos e afirmou que: "não é que estejam a violar a lei, mas as leis são de tal forma mal pensadas que permitem às pessoas que tenham bastantes advogados e contabilistas contornar as responsabilidades que o cidadão comum tem que cumprir".

### Islândia
Os documentos indicam que o Primeiro-ministro islandês Sigmundur Davíð Gunnlaugsson não declarou um potencial conflito de interesse na falência dos bancos do país, mantido através de uma empresa offshore denominada Wintris Inc, que comprou à Mossack Fonseca em 2007 através da filial do Luxemburgo do Landsbanki. Quando entrou no parlamento, em 2009, não declarou esse conflito de interesse. Oito meses mais tarde, vendeu a sua participação de 50% à mulher por apenas um dólar, um dia antes de entrar em vigor uma nova lei que exigiria que essa participação fosse declarada como conflito de interesse.
No dia 4 de abril, Sigmundur Davíð enfrentou protestos que pediam a sua demissão, com relatórios a sugerir a participação de entre 22 a 24 mil pessoas no exterior do parlamento islandês, num país cuja população é de apenas 330 000 pessoas.
Ainda no dia 4 de abril, Gunnlaugsson anunciou na televisão em direto que não se demitiria na sequência das revelações dos Panama Papers, afirmando que o seu conteúdo não trazia "nada de novo". Afirmou que não quebrou nenhuma regra e que a sua mulher não obteve nenhuma contrapartida financeira com as suas decisões. No entanto, em 5 de abril de 2016, solicitou ao presidente islandês que dissolvesse o Parlamento e convocasse eleições antecipadas, pedido que o presidente negou, afirmando que não estava ainda claro se os restantes partidos apoiavam a ação. No dia 5 de abril, após crescente pressão, o primeiro-ministro renuncia ao cargo.

### Reino Unido
Jennie Granger, uma porta-voz para a autoridade fiscal do Reino Unido, HM Revenue and Customs (HMRC), disse que a organização recebeu "uma grande quantidade de informações de empresas offshore, incluindo do Panamá, de várias fontes, que é atualmente foco de intensa investigação", e que tinham entrado em contacto com o consórcio para poder aceder aos documentos e que iriam "examinar com atenção a informação e atuar de forma rápida e adequada".
Em 2013, numa carta endereçada ao presidente do Conselho Europeu Herman Van Rompuy e revelada pelo Financial Times, o primeiro-ministro britânico David Cameron afirmou que os trusts offshore não deveriam estar automaticamente sujeitos às mesmas exigências de transparência que as empresas de fachada. Alguns analistas sugerem que estas ações possam ter um impacto no referendo sobre a permanência na União Europeia em 2016.

### Nova Zelândia
As finanças da Nova Zelândia afirmaram que estava a trabalhar para obter os detalhes dos contribuintes que possam ter envolvimento em esquemas auxiliados pela Mossack Fonseca.

### Rússia
De acordo com o Guardian, embora o nome de Vladimir Putin não apareça citado nos registos, são mencionados na lista três amigos pessoais e associados diretos seus, incluindo os multimilionários da construção Arkady Rotenberg e Boris Romanovich Rotenberg, o músico Sergei Roldugin e o magnata Alisher Usmanov, os quais movimentaram ativos no valor de milhares de milhões de dólares. A cientista política Karen Dawisha afirmou ser "inconcebível" que estas pessoas possam ter acumulado tamanha riqueza sem a proteção de Putin. Os documentos indicam que Roldugin, o melhor amigo de Putin, que em setembro de 2014 tinha afirmado que "não possuía milhões", adquiriu ativos no valor de 100 milhões de dólares, incluindo uma participação de 12,5% na Video International, a maior empresa de publicidade televisiva da Rússia. O porta-voz do Kremlin, Dmitri Peskov, alegou que o principal alvo da fuga de informação do Panamá é o presidente russo, apesar de haver numerosos outros líderes mundiais mencionados. O CIJI salienta um exemplo que envolve o Chipre, em que a empresa Sandalwood Continental Ltd, com sede nas Ilhas Virgens Britânicas, fez um empréstimo de 200 milhões de dólares norte-americanos à empresa Horwich Trading Ltd, com sede no Chipre, que depois revendeu a dívida à OVE Financial Corp., outra empresa das Ilhas Virgens, por apenas um dólar. No mesmo dia, a OVE vendeu novamente a dívida por um dólar à International Media Overseas. Os documentos mostram que a Sandalwood Continental foi criada pelo Banco Rossiva, cujo dono é apelidado de "tesoureiro de Putin". Segundo o CIJI, o proprietário da International Media é Sergey Roldulgin, padrinho de casamento da filha mais velha de Putin. Os 200 milhões de dólares aparentam ter origem num banco cipriota controlado pelo banco estatal russo VTB Bank, também de acordo com a informação divulgada pelo CIJI.
De acordo com o jornal Novaya Gazeta, Sergei Roldugin, um violoncelista profissional que o jornal descreve como o melhor amigo de Putin e padrinho da sua filha mais velha, foi abordado por jornalistas antes da publicação das primeiras notícias e solicitado a comentar sobre as suas contas offshore. Embora não se tenha recusado a responder, afirmou que "teria que ver e saber o que posso ou não comentar". Afirmou ainda que o seu património atual tem origem em negócios de há muitos anos, "antes até da perestroika". Mencionou que o dinheiro nas contas era usado para subsidiar a Casa da Música em São Petersburgo. Prometeu divulgar mais detalhes aos jornalistas dentro de poucos dias mas, a partir desse momento, não respondeu a tentativas de contacto.
Muitas pessoas nas redes sociais internacionais e na rede de televisão estatal russa RT criticaram o foco em Putin por parte dos principais órgãos de comunicação ocidentais. De acordo com Dmitry Peskov, porta-voz do presidente russo, o principal alvo da fuga dos Panama Papers foi Vladimir Putin. O Kremlin denominou a fuga de informação um "complô norte-americano" destinado a desestabilizar a Rússia e também alegou que Putin era o "principal alvo" da fuga, afirmando que a divulgação da informação de contas offshore era um exemplo de "Putinofobia", afirmando: "embora Putin não apareça mencionado em quaisquer factos, é-nos óbvio que o principal alvo por trás destas 'fugas foi e ainda é o nosso presidente, sobretudo no contexto de proximidade das eleições parlamentares e, a longo prazo, da eleição presidencial daqui a dois anos".

### Suécia
A autoridade de finanças sueca afirmou que iria iniciar uma investigação à Nordea, uma das maiores instituições financeiras dos países nórdicos, depois dos documentos terem revelado que o escritório da sociedade no Luxemburgo ajudou a criar mais de 400 empresas offshore para os seus clientes.

### Suíça
Em 11 de abril de 2016, a justiça suíça informou que um quadro de Amedeo Clemente Modigliani, roubado durante a Segunda Guerra Mundial, foi apreendido no porto de Genebra, no contexto das revelações dos "Panama Papers". "Foi aberto um processo criminal após revelações ligadas aos Panama Papers', para efetuar buscas relativas à presença de uma pintura de Modigliani em Genebra", declarou o porta-voz do Poder Judiciário, Henri Della Casa. A obra está avaliada em 25 milhões de dólares.

### Ucrânia
Depois da revelação do presidente ucraniano Petro Poroshenko, Oleh Lyashko, líder do Partido Radical, instigou os legisladores a iniciar o processo de destituição de Poroshenko.

### União Europeia
Pierre Moscovici, Comissário Europeu dos Assuntos Económicos e Financeiros, Fiscalidade e União Aduaneira, afirmou que a União Europeia tem o dever de impedir o tipo de evasão fiscal revelado pelos Panama Papers. Moscovici afirmou aos repórteres que era imoral o uso de empresas offshore para esconder das autoridades tributárias aquilo a que chamou "quantidades obscenas" de património financeiro. Estimou que os paraísos fiscais tenham sido os responsáveis por perdas fiscais anuais de um bilião de euros (1 trilhão na escala longa), e acrescentou ainda que a Comissão Europeia tem vindo a criar regras fiscais mais apertadas desde novembro de 2014, em consequência do escândalo de evasão fiscal dos Luxemburgo Leaks (também revelado pelo CIJI), e manifestou esperança que a quantidade de informações reveladas pelos documentos possa incentivar os países a tomar medidas.

## Comentários sobre o viés ocidental
Na opinião do antigo embaixador britânico Craig Murray, é possível que os media corporativos com o monopólio de acesso aos documentos originais possam ter filtrado a informação de modo a promover uma agenda governamental, nomeadamente o The Guardian, Süddeutsche Zeitung, BBC e o consórcio de investigação que faz parte do Center for Public Integrity, este último financiado por entidades como a Ford Foundation, o Fundo da Família Rockefeller, a W. K. Kellogg Foundation ou o milionário George Soros. Murray critica o foco das notícias e dos relatórios apenas em países como a Rússia, o Irão, a Síria e alguns "pequenos países ocidentais de equilíbrio como a Islândia", embora esses países constituam apenas uma pequena minoria do dinheiro escondido com a ajuda da Mossack Fonseca. Argumenta ainda que "no Reino Unido será sacrificado um ou outro peão", ao mesmo tempo que "os segredos mais podres das corporações ocidentais ficarão por publicar", salientando que o próprio The Guardian afirma na sua explicação para a metodologia de procura no ficheiros que "muito do material irá permanecer privado".